# Sunderland Albion FC
Sunderland Albion FC was een Engelse voetbalclub uit Sunderland.
De club werd opgericht in 1888 als rivaal van Sunderland AFC door enkele oud-spelers van AFC die niet gelukkig waren dat hun club de commerciële tour op ging. Beide clubs werden tegen elkaar uitgeloot in de FA Cup van 1888/89 maar AFC trok zich terug zodat Albion niet kon profiteren van de entreeinkomsten.
In 1889 was Albion medeoprichter van de Football Alliance, de concurrent van de Football League. Albion werd knap derde maar nadat AFC zich bij de Football League aansloot in 1890 daalde het toeschouwersaantal. Hierop sloot Albion zich ook bij de Northern League aan en speelde dus in 2 competities en eindigde in allebei in de top 3. Het volgende seizoen speelde de club enkel nog in de Northern League en ondanks een 3de plaats besliste de club om de boeken neer te leggen nadat Sunderland AFC de landstitel gewonnen had.